# Свети Георги (Гърмен)
Вижте пояснителната страница за други значения на Свети Георги.
„Свети Георги“ е възрожденска църква в неврокопското село Гърмен, България, част от Неврокопската епархия на Българската православна църква. Обявена е за паметник на културата.

## История и архитектура
Църквата е построена през 1898 година както е видно от каменния надпис над входната врата. В архитектурно отношение представлява трикорабна псевдобазилика с камбанария. Аркадата на централния кораб е изписана с медальони. Големият дървен иконостас имитира мраморен. Царските двери са резбовани с плитка резба и имат иконни изображения. Някои от иконостасните икони са от 1836 година – наследство от предходния по-малък храм, а другите са от 1868 година – дело на Серги Георгиев. Изписана е от представители на Банската художествена школа. На иконата „Св. Илия“ с дата 23 октомври 1869 година иконописецът се е подписал: „Иван Нико: х. Iкономович Банско“, а на иконата „Свети Димитър“ надписът гласи: „Платец Петко Стоянович 1869 юли от ръка Стергюв Г. от Неврокоп“.
Вътрешността е осветена от три големи прозореца на южната стена и два – на северната.
Таванът е касетиран с големи апликирани розети в централния и страничните кораби. Големият дървен иконостас имитира мраморен. Той е триделен и завършва със слънца и лами около венчилката. Леко начупен е, като отстъпва в олтарното пространство на централния кораб.
В началото на XXI век църквата е с паднал покрив. Иконите са пренесени в църквата „Света Анна“ в Гърмен.